# Ockraattila
Ockraattila (Attila torridus) är en fågel i familjen tyranner inom ordningen tättingar.

## Utseende och läte
Ockraattilan är en stor (20,5 cm) gulbrun tyrann. Ovansidan är ljust ockrafärgad med gulaktig övergump och svart på större täckare och handpennor. Undersidan är ockragul undersida. Lätet är ett distinkt "whoeeeer", ibland förkortat till "wheerk" eller förlängt med ytterligare toner.

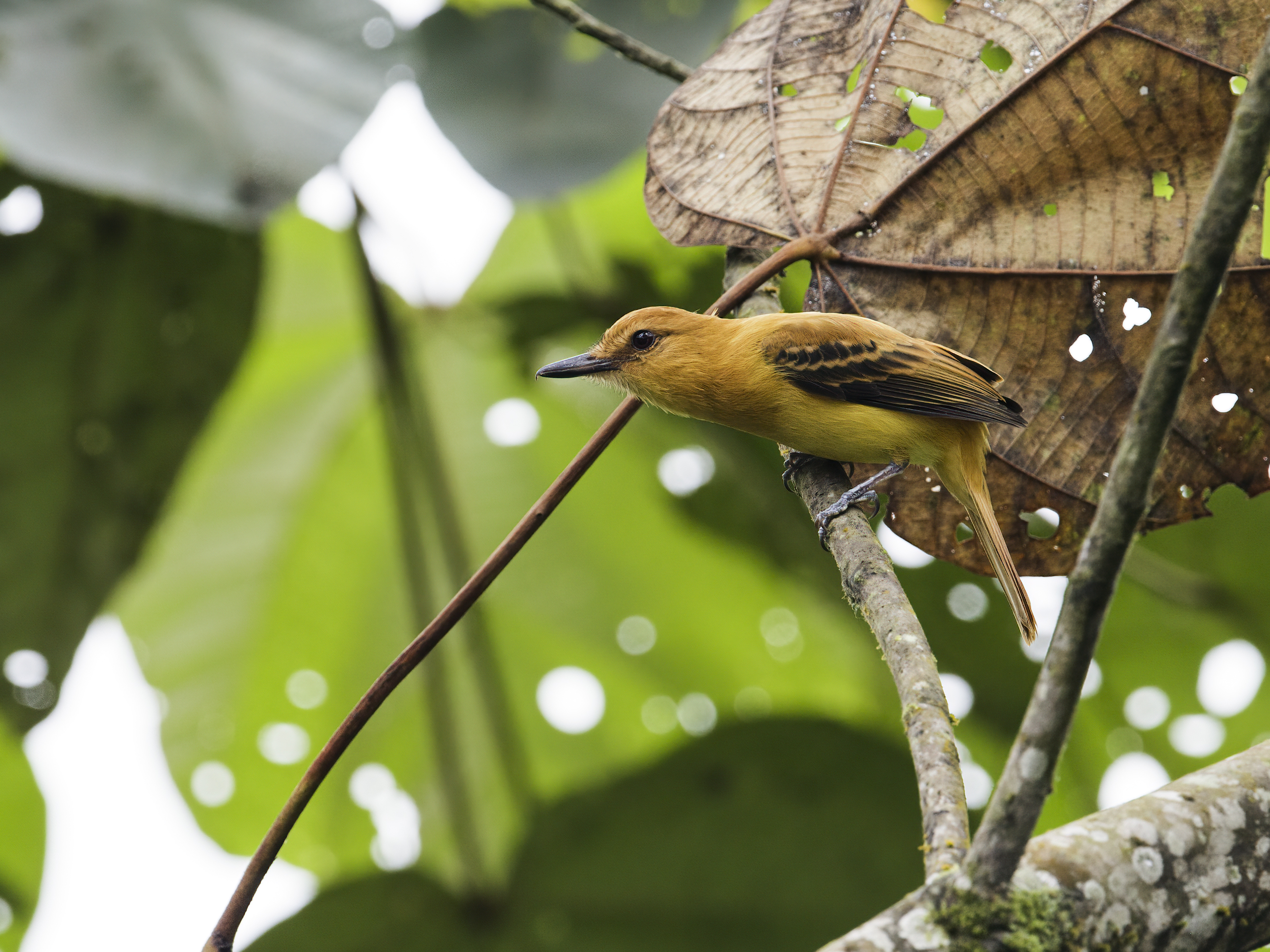

## Utbredning och systematik
Fågeln förekommer från sydvästra Colombia till västra Ecuador och Tumbes i nordvästra Peru. Den behandlas som monotypisk, det vill säga att den inte delas in i några underarter.

## Status och hot
Ockraattilan har en liten världspopulation bestående av uppskattningsvis endast 5 000–15 000 vuxna individer. Den tros också minska i antal till följd av habitatförlust. IUCN kategoriserar den som nära hotad.